# Дітріх Штелльмахер
Дітріх Штелльмахер (нім. Dietrich Stellmacher; 7 березня 1915, Мец — 9 вересня 1944, Норвезьке море) — німецький офіцер-підводник, оберлейтенант-цур-зее резерву крігсмаріне.

## Біографія
В квітні 1939 року вступив на флот. З 15 квітня 1940 року служив в 10-му дивізіоні корабельних гармат у Везермюнде, з 12 червня 1940 року — при керівникові мінних тральщиків на Заході в Куксгафені, з грудня 1940 року — в 2-й флотилії R-катерів. З 31 січня по 31 липня 1943 року пройшов курс підводника, 1-31 серпня — курс командира підводного човна. 18 вересня 1943 року направлений на будівництво підводного човна U-865. З 25 жовтня 1943 року — командир U-865. 8 вересня 1944 року вийшов у свій перший і останній похід. Наступного дня U-865 і всі 59 членів екіпажу зникли безвісти в Норвезькому морі.

## Звання
- Рекрут (квітень 1939)
- Матрос-єфрейтор резерву (1 травня 1940)
- Штурмансмат резерву (1 грудня 1940)
- Штурман резерву (1 квітня 1941)
- Лейтенант-цур-зее резерву (1 жовтня 1941)
- Оберлейтенант-цур-зее резерву (1 вересня 1943)

## Нагороди
- Нагрудний знак мінних тральщиків (1941)
- Залізний хрест 2-го класу (1942)